# 朱马亚清真寺
朱马亚清真寺或主麻日清真寺，苏丹穆拉德一世时期又名胡达文迪加清真寺（Hüdavendigar Camii）是一座位于保加利亚普罗夫迪夫市中心的伊斯兰教清真寺，建成于1363年至1364年。
这座清真寺占地面积庞大，拥有九個圆顶和一个33米 × 27米（108英尺 × 89英尺）的祈祷大厅，主位面的東北角有一座叫拜楼。清真寺内的壁画历史 可以追溯到18世紀末至19世紀初。

## 事件
2014年2月，朱马亚清真寺被上百名暴徒袭击，120名施暴者被捕，有4人被轻判。 保加利亚大穆夫提将这次袭击称为“大骚乱”。

## 外部連結
- Dzhumaya Mosque